# NGC 6790
NGC 6790 – mgławica planetarna znajdująca się w gwiazdozbiorze Orła. Została odkryta 16 lipca 1882 roku przez Edwarda Pickeringa. Mgławica ta jest odległa około 18 600 lat świetlnych od Ziemi.